# Крокусово поле
Крокусово поле (Крокийская равнина, Крокионская равнина, др.-греч. Κρόκιον πεδίον, греч. Κρόκιο πεδίο от κρόκος — кро́кус, шафран) — в античной географии плодородная аллювиальная равнина в ахейской Фтиотиде, в юго-восточной Фессалии, на северо-западном и западном побережье залива Пагаситикос Эгейского моря, ныне — равнина Алмироса. По Страбону по Крокусову полю протекала река Амфрис, у которой некоторое время пас быков царя Адмета бог Аполлон.
Название происходит от κρόκος — крокус, шафран.
С юга Крокусово поле ограничено горой Отрис. У северного подножия отрога, выступающем от северной вершины Айос-Илиас (Άγιος Ηλίας) горы Отрис, — обильный, солоноватый источник Кефалосис (Κεφάλωσης), который протекает через стены Алоса эллинистического периода и может быть древней рекой Амфрис, о которой писал Страбон.
На холме «Кастро» («Κάστρο») в 1,5 километрах к северу от села Микротиве, на месте акрополя Фив Фтиотидских обнаружено поселение среднего неолита.
Область Алоса упоминается Гомером в Каталоге кораблей в «Илиаде», как давшая ополчение на Троянскую войну под предводительством Ахилла. Поблизости от Алоса находилась Фтия, родина Ахилла и резиденция его отца Пелея. Царство Протесилая включало города Филака, Пирас, Фивы Фтиотидские, Итон и Птелей. На Крокусовом поле поклонялись Деметре и Персефоне.
По Страбону город Алос (Гал) основал Афамант. Южная часть Крокусова поля называлась Афамантийской долиной (Афамантовым полем, Αθαμάντιον πεδίον, Αthamantius campus) или Афамантией (Αθαμαντία). С Афамантийской долиной связан миф об аргонавтах. Дети Афаманта, Фрикс и Гелла, изображённые на бронзовых монетах города Алос, летели через земли и моря на златорунном баране на Понт (Чёрное море), чтобы спастись от Ино. На берегу Амфриса Евполемея, дочь Мирмидона родила Эфалида, герольда аргонавтов.
Крокусово поле расположено на стратегически важной позиции близ Фермопил, на пути в Среднюю Грецию и Фессалию. В V веке до н. э. Алос был одним из важнейших портов Фессалии. В IV веке до н. э. Фивы Фтиотидские представляли собой важнейший и богатейший торговый город Фессалии с хорошей гаванью. Богатство Фив происходило от культивирования плодородной равнины Алмироса, но основной доход приносила гавань — древний Пирас. Впоследствии он потерял часть своего значения вследствие конкуренции Деметриады.
Решительная победа над фокидянами на Крокусовом поле в ходе Третьей Священной войны летом 353 года до н. э., в которой погиб Ономарх, подчинила влиянию царя Филиппа II Фессалию. Ряд исследователей, начиная с немецкого историка Карла Юлиуса Белоха датируют битву 352 годом до н. э.

## Равнина Алмироса

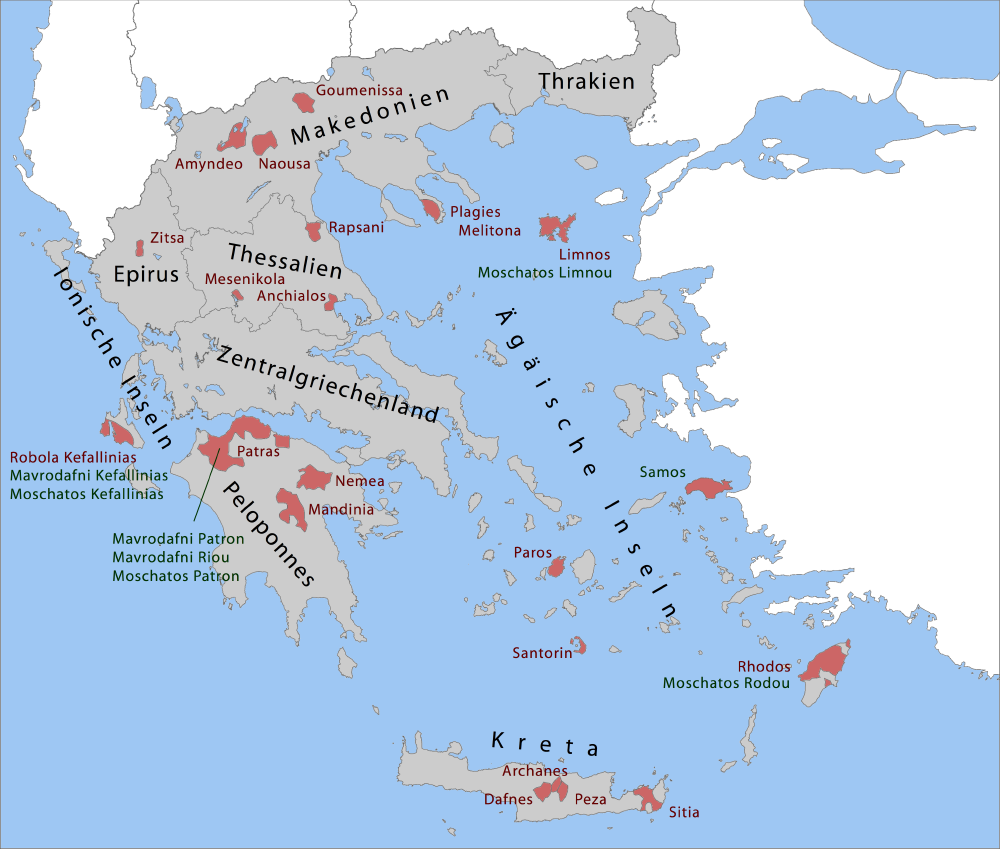
Карта винодельческих регионов Греции, в которых производятся вина ΠΟΠ:
Аппелласьоны ΟΠΑΠ
Аппелласьоны ΟΠΕ

Административно равнина Алмироса относится к общинам Алмирос и Волос в периферийной единице Магнисия в периферии Фессалия. Равнину пересекает с юга на север Автострада 1 Пирей — Афины — Салоники — Эвзони, с востока на запад проходит национальная дорога 30 Волос — Кардица. На равнине находится аэропорт «Неа-Анхиалос».
Город Алмирос является важным сельскохозяйственным и торговым центром Магнисии, развивается туризм. На плодородной равнине Алмироса выращивают зерновые культуры, овощи, хлопок, кукурузу, оливки, миндаль и виноград. На побережье находятся пляжи. Близ Алмироса находится смешанный дубовый лес Кури площадью 120 гектаров, который на основе Земельного декрета 996/1971 получил статус «эстетического леса» (Αισθητικό Δάσος Κουρί Αλμυρού). Небольшая часть леса используется как зона отдыха для горожан. 99,86 гектаров входит в сеть природоохранных зон «Натура 2000». Средний возраст деревьев 160 лет. Лес состоит из дубов видов: пушистый, черешчатый и Quercus macrolepis, встречается боярышник однопестичный.
Беженцы из Малой Азии после Малоазийской катастрофы и греко-турецкого обмена населением селились на равнине Алмироса и развивали виноградарство. Основная масса виноградников растёт в области малого города Неа-Анхиалос и сел Микротиве, Айдинион (Αϊδίνιον) и Крокион. Работают четыре винодельческих предприятия, три из которых производят вино «Анхиалос». Аппелласьон «Анхиалос» (Αγχίαλος) зарегистрирован в 1971 году и отличается низкой холмистостью. Производится марочное белое сухое вино, приготавливаемое из смеси сортов Саватьяно и Родитис, которое относится к винам Ονομασία Προέλευσης Ανωτέρας Ποιότητας (Ο.Π.Α.Π.) — «наименования происхождения высшего качества», занимающим верхнюю ступени «пирамиды» греческой системы контроля качества. Вина ΟΠΑΠ по Регламенту Совета Европейского союза № 479/2008 от 29.04.2008 г. «Об организации общего рынка вина» относятся к винам Προστατευόμενη ονομασία προέλευσης (Π.Ο.Π.) — винам «защищённого наименования места происхождения», соответствующим винам фр. Vin de qualité produit dans une région déterminée (VQPRD) — марочное вино, произведённое в определённом регионе во французской схеме контроля подлинности происхождения (AOC).